# Дунавская, Адриана
Адриа́на Владими́рова Ду́навска-Нико́лова (болг. Адриана Владимирова Дунавска-Николова; 21 апреля 1969, София, Болгария) — болгарская спортсменка, представляла художественную гимнастику в индивидуальных упражнениях.

## Биография
Адриана Дунавская — первый Олимпийский медалист в болгарской художественной гимнастике. На Олимпиаде в Сеуле (1988) она завоевывает серебро в жесткой борьбе с Мариной Лобач и Александрой Тимошенко (обе из СССР).
У Адрианы есть сестра-близнец Камелия. Дуэт Дунавских пользуется большой известностью в Болгарии. Обе начинали заниматься художественной гимнастикой под руководством тренера Бориславы Киутчуковой в клубе ЦСКА (София), затем Светлы Колтчевской. В национальной сборной они тренировались под управлением Нешки Робевой.
Адриана была гимнасткой с уникальным стилем. Она была динамичной и очень хорошо владела техникой предмета. Кроме того, она была просто необычной гимнасткой, всегда прогрессивной в своих программах. Она одной из первых стала экспериментировать с музыкой барабана в качестве сопровождения (мяч, 1986). Адриана была способной постоянно производить впечатление новыми способностями и новыми идеями.

## Спортивные результаты
- 1988 Олимпийские игры, Сеул — 2-е место — индивидуальное многоборье.